# Amos (priimek)
Amos je priimek več znanih tujih oseb:
- Bruce Amos (*1964), kanadski šahist
- Imre Ámos (1907—1944), madžarski slikar
- Tory Amos (*1963), ameriška pevka